# Ekstraliga polska w rugby union (2024/2025)
Ekstraliga polska w rugby union (2024/2025) – sześćdziesiąta dziewiąta edycja najwyższej klasy rozgrywek ligowych rugby union drużyn piętnastoosobowych mężczyzn w Polsce, rozgrywany jesienią 2024 i wiosną 2025. Organizatorem rozgrywek był Polski Związek Rugby. Tytułu mistrza Polski broniła drużyna Orlen Orkan Sochaczew. Mistrzem Polski została po raz pierwszy w historii drużyna Awenta Pogoń Siedlce, która w finale pokonała Orlen Orkan Sochaczew. Trzecie miejsce zajęło Energa Ogniwo Sopot.

## System rozgrywek
Rozgrywki zaplanowano w systemie jesień – zima i podzielono na dwie fazy: zasadniczą i finałową. 
W fazie zasadniczej wszystkie drużyny ligi rozgrywały mecze systemem każdy z każdym, mecz i rewanż (runda jesienna i runda wiosenna). Za zwycięstwo drużyna otrzymywała 4 punkty, za remis 2 punkty, a za porażkę 0 punktów. Ponadto mogła w każdym meczu otrzymać 1 punkt bonusowy – za zwycięstwo ze zdobyciem co najmniej 3 przyłożeń więcej od przeciwnika lub za porażkę nie więcej niż siedmioma punktami (warunkiem przyznania punktu bonusowego była dodatkowo obecność w protokole meczowym 23 zawodników). Walkower oznaczał wynik 25:0 oraz przyznanie zwycięskiej drużynie 5 punktów, a przegranej odjęcie 1 punktu. W przypadku równej ilości punktów w tabeli ligowej, o klasyfikacji miały decydować kolejno: bilans bezpośrednich spotkań (mała tabela, uwzględniająca również punkty bonusowe), korzystniejszy bilans małych punktów, większa liczba zdobytych małych punktów, mniejsza liczba wykluczeń definitywnych, mniejsza liczba wykluczeń czasowych, wyższa lokata w poprzednim sezonie, losowanie.
W fazie finałowej zaplanowano dwa spotkania: drużyny sklasyfikowane na pierwszym i drugim miejscu tabeli fazy zasadniczej spotkały się w meczu finałowym, którego stawką było mistrzostwo Polski, a drużyny z trzeciego i czwartego miejsca – w meczu o trzecie miejsce. Gospodarzami tych spotkań były w obu przypadkach drużyny sklasyfikowane na wyższych miejscach w tabeli ligowej (czyli odpowiednio drużyny z pierwszego i trzeciego miejsca). Ostatnia drużyna Ekstraligi miała rozegrać mecz barażowy o prawo do gry w Ekstralidze w kolejnym sezonie ze zwycięzcą I ligi. Gospodarzem tego spotkania miała być drużyna, która wygrała I ligę. W przypadku remisu w tych spotkaniach o zwycięstwie miała decydować 20-minutowa dogrywka, a następnie konkurs kopów na bramkę. 
W składzie drużyny wpisanym do protokołu zawodów każda drużyna mogła umieścić maksymalnie 6 zawodników, którzy nie mieli statusu Polaka w rozumieniu przepisów Polskiego Związku Rugby, przy czym jednocześnie na boisku mogło znajdować się pięciu z nich. Ponadto w składzie drużyny wpisanym do protokołu zawodów musiało znaleźć się co najmniej trzech zawodników urodzonych w 2001 lub młodszych, w tym co najmniej dwóch urodzonych w 2003 lub młodszych – za niezrealizowanie tego wymogu przewidziano odjęcie 1 punktu w tabeli rozgrywek w przypadku pierwszego naruszenia i 2 punktów w przypadku każdego kolejnego.

## Uczestnicy rozgrywek
Do rozgrywek zakwalifikowano 9 drużyn:
| Drużyna                         | Lokata w poprzednim sezonie Ekstraligi |
| ------------------------------- | -------------------------------------- |
| Orlen Orkan Sochaczew           | 1                                      |
| Ogniwo Sopot                    | 2                                      |
| Awenta Pogoń Siedlce            | 3                                      |
| Juvenia Kraków                  | 4                                      |
| Edach Budowlani Lublin          | 5                                      |
| Life Style Catering Arka Gdynia | 6                                      |
| Drew Pal 2 Lechia Gdańsk        | 7                                      |
| Budowlani WizjaMed Łódź         | 8                                      |
| Rugby Białystok                 | 1 w I lidze                            |

## Faza zasadnicza
Start rozgrywek zaplanowano na 17 sierpnia 2024. W gronie uczestników znalazło się dziewięć drużyn – po wycofaniu się w poprzednim sezonie drużyny Budo 2011 Aleksandrów Łódzki stawkę uzupełnił beniaminek, zwycięzca I ligi, ekipa Rugby Białystok. Jesienią 2024 zaplanowano rozegranie 10 kolejek rundy zasadniczej, a wiosną 2025 pozostałych 8 kolejek oraz meczów finałowych, które mają odbyć się w weekend 7–8 czerwca 2025. Jako faworytów rozgrywek obok finalistów z poprzedniego sezonu, Orlen Orkana Sochaczew i Ogniwa Sopot, wskazywano także Awenta Pogoń Siedlce, która zanotowała świetną rundę wiosenną poprzedniego sezonu, a przed startem rozgrywek dokonała poważnych wzmocnień kadrowych.
Wyniki spotkań:
|                                 | Orlen Orkan Sochaczew | Energa Ogniwo Sopot | Awenta Pogoń Siedlce | Juvenia Kraków | Edach Budowlani Lublin | Life Style Catering Arka Gdynia | Drew Pal 2 Lechia Gdańsk | Budowlani WizjaMed Łódź | Budmex Rugby Białystok |
| Orlen Orkan Sochaczew           | –                     | 34:17               | 19:16                | 24:0           | 43:10                  | 40:19                           | 44:22                    | 40:17                   | 85:3                   |
| Energa Ogniwo Sopot             | 41:12                 | –                   | 0:25 (wo.)           | 36:10          | 50:26                  | 45:10                           | 62:7                     | 41:19                   | 64:0                   |
| Awenta Pogoń Siedlce            | 25:9                  | 37:10               | –                    | 66:0           | 61:24                  | 55:13                           | 118:7                    | 63:12                   | 78:6                   |
| Juvenia Kraków                  | 13:33                 | 12:40               | 6:64                 | –              | 43:27                  | 52:39                           | 33:15                    | 29:19                   | 48:18                  |
| Edach Budowlani Lublin          | 7:85                  | 21:68               | 10:50                | 25:39          | –                      | 26:35                           | 41:12                    | 33:22                   | 45:21                  |
| Life Style Catering Arka Gdynia | 8:68                  | 6:22                | 5:52                 | 25:21          | 82:5                   | –                               | 44:29                    | 36:14                   | 100:0                  |
| Drew Pal 2 Lechia Gdańska       | 30:49                 | 11:43               | 14:71                | 28:15          | 18:30                  | 28:36                           | –                        | 11:36                   | 34:8                   |
| Budowlani WizjaMed Łódź         | 7:33                  | 32:36               | 19:45                | 26:36          | 36:21                  | 18:36                           | 57:19                    | –                       | 57:6                   |
| Budmex Rugby Białystok          | 7:52                  | 10:54               | 12:46                | 10:66          | 19:34                  | 27:61                           | 14:49                    | 33:34                   | –                      |

Tabela:
| Pozycja | Drużyna                         | Mecze | Wygrane | Remisy | Porażki | Bilans punktów | Punkty bonusowe | Punkty razem |
| ------- | ------------------------------- | ----- | ------- | ------ | ------- | -------------- | --------------- | ------------ |
| 1.      | Awenta Pogoń Siedlce            | 16    | 15      | 0      | 1       | 872:166        | 16              | 76           |
| 2.      | Orlen Orkan Sochaczew           | 16    | 14      | 0      | 2       | 673:242        | 13              | 69           |
| 3.      | Energa Ogniwo Sopot             | 16    | 13      | 0      | 3       | 631:275        | 12              | 63           |
| 4.      | Life Style Catering Arka Gdynia | 16    | 9       | 0      | 7       | 546:504        | 6               | 42           |
| 5.      | Juvenia Kraków                  | 16    | 8       | 0      | 8       | 423:486        | 5               | 37           |
| 6.      | Budowlani WizjaMed Łódź         | 16    | 5       | 0      | 11      | 425:518        | 4               | 25           |
| 7.      | Edach Budowlani Lublin          | 16    | 5       | 0      | 11      | 388:684        | 3               | 23           |
| 8.      | Drew Pal 2 Lechia Gdańsk        | 16    | 3       | 0      | 13      | 334:701        | 2               | 14           |
| 9.      | Budmex Rugby Białystok          | 16    | 0       | 0      | 16      | 194:910        | 1               | 1            |

Uwaga: W meczu Energi Ogniwo Sopot z Awentą Pogonią Siedlce na boisku padł wynik 18:11. Został zweryfikowany jako walkower na korzyść drużyny z Siedlec.

## Faza finałowa

### Mecz o trzecie miejsce
Wynik meczu o trzecie miejsce:
| 7 czerwca 2025 | Ogniwo Sopot | 40:31(26:19) | Life Style Catering Arka Gdynia                                                              | Stadion Miejski im. Edwarda Hodury, Sopot Sędzia: Adrian Pawlik |
| 7 czerwca 2025 | Wiktor Wilczuk 15 (3P), Wojciech Piotrowicz 10 (5pd), Oliwier Grabowski 5 (P), Piotr Zeszutek 5 (P), Mateusz Plichta 5 (P) | 40:31(26:19) | Dawid Banaszek 16 (2pd 4K), Adam Litwińczuk 5 (P), Dominik Mohyła 5 (P), Paea Foniufua 5 (P) | Stadion Miejski im. Edwarda Hodury, Sopot Sędzia: Adrian Pawlik |
| 7 czerwca 2025 | Wiktor Wilczuk, Marzuq Maarman                                                                                             | 40:31(26:19) | Carlos Nasim Rodrigues, Radosław Rakowski                                                    | Stadion Miejski im. Edwarda Hodury, Sopot Sędzia: Adrian Pawlik |

### Finał
Mecz finałowy był zaciętym spotkaniem, prowadzonym w ulewnym deszczu, który utrudniał płynne rozgrywanie akcji. W drugiej połowie przewagę wypracowali sobie gospodarze, którzy ostatecznie zwyciężyli, zdobywając pierwsze mistrzostwo Polski w swojej historii.
Wynik finału:
| 7 czerwca 2025 | Awenta Pogoń Siedlce                                                         | 21:9(6:6) | Orlen Orkan Sochaczew   | Stadion Miejski, Siedlce Sędzia: Łukasz Jasiński |
| 7 czerwca 2025 | Nkululeku Ndlovu 11 (pd 3K), Siokivaha Halaifonua 5 (P), Łukasz Korneć 5 (P) | 21:9(6:6) | Pieter Steenkamp 9 (3K) | Stadion Miejski, Siedlce Sędzia: Łukasz Jasiński |
| 7 czerwca 2025 | Kacper Skup                                                                  | 21:9(6:6) | Antoni Gołębiowski      | Stadion Miejski, Siedlce Sędzia: Łukasz Jasiński |

### Baraż o utrzymanie
Baraż o utrzymanie planowany do rozegrania między ostatnią drużyną sezonu zasadniczego Ekstraligi i zwycięzcą I ligi nie odbył się. 10 czerwca 2025 Polski Związek Rugby ogłosił poszerzenie Ekstraligi od kolejnego sezonu do 10 zespołów, w związku z czym obaj uczestnicy planowanego barażu uzyskali prawo do gry w Ekstralidze.

## Klasyfikacja końcowa
Klasyfikacja końcowa:
| Pozycja | Drużyna                         |
| ------- | ------------------------------- |
| 1.      | Awenta Pogoń Siedlce            |
| 2.      | Orlen Orkan Sochaczew           |
| 3.      | Energa Ogniwo Sopot             |
| 4.      | Life Style Catering Arka Gdynia |
| 5.      | Juvenia Kraków                  |
| 6.      | Edach Budowlani Lublin          |
| 7.      | Budowlani WizjaMed Łódź         |
| 8.      | Drew Pal 2 Lechia Gdańsk        |
| 9.      | Budmex Rugby Białystok          |

## Statystyki
Najskuteczniejszym graczem Ekstraligi został Pieter Steenkamp z Orlen Orkana Sochaczew z dorobkiem 194 punktów.

## I liga i II liga
Oprócz Ekstraligi rozgrywki prowadzone były na dwóch niższych poziomach ligowych: w I i II lidze. W I lidze uczestniczyło osiem drużyn (beniaminkiem na tym poziomie była Wataha Zielona Góra). W II lidze brało udział siedem drużyn (tu nowymi uczestnikami były drużyny RK Warszawa i rezerwy AZS AWF Warszawa. 
W I lidze rozgrywki składały się z fazy zasadniczej i finałowej. W fazie zasadniczej drużyny grały każdy z każdym, mecz i rewanż. Faza play-off składała się z dwóch meczów finałowych – finału z udziałem dwóch najlepszych drużyn fazy zasadniczej oraz meczu o trzecie miejsce z udziałem kolejnych dwóch drużyn. W II lidze rozgrywki toczyły się wyłącznie w formacie ligowym (każdy z każdym, mecz i rewanż).
Mistrzem I ligi została drużyna AZS AWF Warszawa, która w finale rozgrywek pokonała najlepszą w sezonie zasadniczym Legię Warszawa. Mistrzem II ligi została drużyna RK Warszawa.
Końcowa klasyfikacja I i II ligi:
| I liga                 | II liga                       |
| ---------------------- | ----------------------------- |
| 1. AZS AWF Warszawa    | 1. RK Warszawa                |
| 2. Legia Warszawa      | 2. Koma RT Olsztyn            |
| 3. Sparta Jarocin      | 3. Budowlani WizjaMed II Łódź |
| 4. Rugby Wrocław       | 4. AWP Budowlani II Lublin    |
| 5. Posnania Poznań     | 5. AZS AWF II Warszawa        |
| 6. Hegemon Mysłowice   | 6. Miedziowi Lubin            |
| 7. Arka Rumia          | 7. Rugby Ruda Śląska          |
| 8. Wataha Zielona Góra |                               |

## Rozgrywki młodzieżowe
W zakończonych w 2025 rozgrywkach w kategoriach młodzieżowych mistrzostwo Polski wśród juniorów (U18) zdobył Orlen Orkan Sochaczew, a wśród kadetów (U16) Budowlani Łódź.